# Кљунари (ред)
Сисари са клоаком или кљунари (лат. Monotremata) су ред сисара чији се младунци рађају из јајета са меком љуском. Они се излегу после неколико дана, и сисају све док се у потпуности не развију.
Једини преживели примерци монотрема су аутохтони у Аустралији и Новој Гвинеји, иако постоје докази да су некада били распрострањени, пошто је Monotrematum познат из палеоцена Јужне Америке. Постојеће монотремне врсте су кљунари и четири врсте јешаца. Тренутно се води дебата о монотремној таксономији.

## Опште карактеристике
Као и други сисари, сисари са клоаком имају брз метаболизам, тело им је прекривено длаком и младунце хране млеком. 
Сисари са клоаком одражавају константну температуру тела без обзира на окружење у коме се налазе, иако се донедавно сматрало да то није тако.

## Физиологија
Кључна физиолошка разлика између сисара са клоаком и других сисара је то што они имају један отвор за репродукцију, уринирање и дефекацију (Monotreme - Клоака, значи један отвор на грчком), као што је случај код гмизаваца. Други сисари имају посебне отворе: вагина, уретра и анус. 
Монотреме легу јаја која женка снабдева храњивим састојцима.

## Таксономија
Монотреми се конвенционално третирају као да обухватају један ред Monotremata, иако недавна класификација предлаже да се поделе у редове Platypoda (платипус заједно са његовим фосилним сродницима) и Tachyglossa (јежци, или бодљикави мравоједи). Цела група је такође традиционално смештена у подкласу Prototheria, која је проширена на неколико фосилних редова, али се више не сматра да чине групу која је повезана са монотремним прецима. Контроверзна хипотеза сада повезује монотреме са различитим скупом фосилних сисара у клади која се назива Australosphenida.
Традиционална „терија хипотеза“ наводи да се дивергенција монотреме лозе од лозе Metatheria (торбар) и Eutheria (плацентарни сисар) догодила пре дивергенције између торбара и плацентних сисара, и то објашњава зашто монотреми задржавају низ примитивних особина за које се претпоставља да су били присутни у синапсидним прецима каснијих сисара, као што је полагање јаја. Већина морфолошких доказа подржава терија хипотезу, али један могући изузетак је сличан образац замене зуба виђен код монотремеса и торбара, који је првобитно обезбедио основу за конкурентну „торбарску хипотезу“ у којој се дивергенција између монотрема и торбара догодила касније од дивергенције између ових лоза и плацентних сисара. Ван Рид (2005) је закључио да генетски докази фаворизују терија хипотезу, и ова хипотеза је и даље широко прихваћена.
Неизвесно је време када се линија монотрема одвојила од других линија сисара, али једно истраживање генетских студија даје процену да је до тога дошло пре око 220 милиона година. Фосили фрагмента вилице старог 110 милиона година пронађени су у Лајтнинг Риџу, Нови Јужни Велс. Ови фрагменти, од врсте Steropodon galmani, су најстарији познати фосили монотрема. Откривени су и фосили из родова Teinolophos и Obdurodon. Године 1991, фосилни зуб 61 милион година старог кљунача пронађен је у јужној Аргентини (од тада назван Monotrematum, иако се сада сматра да је врста била припадник рода Obdurodon). (Погледајте фосилне монотреме у наставку.) Молекуларни сат и датирање фосила дају широк распон датума за поделу између јежаца и кљунара, при чему једно истраживање поставља поделу на пре 19–48 милиона година, а друго на пре 17–89 милиона година. Сви ови датуми су новији од најстаријих познатих фосила платипуса; и, ако је тачно, сугерише да краткокљуна и дугокљуна врста јежаца потичу од претка налик кљунару. Најранији јежац пронађен до данас је стар око 13 милиона година.
Прецизни односи између изумрлих група сисара и модерних група као што су монотреми су неизвесни, али кладистичке анализе обично стављају последњег заједничког претка (LCA) плацентала и монотрема близу LCA плацентала и мултитуберкулата, док неки сугеришу да је LCA плацентала а мултитуберкулата био скорији од LCA плацентала и монотрема.
Једини преживели сисари са клоаком живе у Аустралији, Новој Гвинеји и Тасманији, мада постоје фосилни докази да су некада били знатно распрострањенији.
- Ред 
  - Породица кљунари (Ornithorhynchidae): 
    - Род :
      - Кљунар[22]


  - Породица мравињи јежеви[23] или ехидне[23] или кљунасти јежеви[24]: 
    - Род :
      - Кратконоса ехидна


    - Род :
      - Сер Дејвидова дугоноса ехидна

      - Западна дугоноса ехидна

      - Источна дугоноса ехидна


## Фосилни монотреми
Фосилни записи монотрема су релативно ретки. Први мезозојски монотрем који је откривен био је припадник врсте Steropodon galmani из Лајтнинг Риџа, Нови Јужни Велс. Иако биохемијски и анатомски докази сугеришу да су се монотреми одвојили од лозе сисара пре него што су се појавили торбари и плацентни сисари, познато је само неколико монотремних фосила пре епохе миоцена. Познати мезозојски монотреми су Steropodon и Teinolophos, сви из аустралијских наслага у креди, тако да су монотреми већ били диверзификовани до тог времена. Зуб платипуса пронађен је у палеоцену Аргентине, те је једна хипотеза да су монотреми настали у Аустралији у касној јури или раној креди, а да су неки мигрирали преко Антарктика у Јужну Америку, оба од којих су у то време још увек били уједињени са Аустралијом. међутим, неколико генетских студија сугерише порекло у тријасу.

### Фосилне врсте
Осим Ornithorhynchus anatinus, све животиње наведене у овом одељку познате су само из фосила.
- Фамилија 
  - Род 
    - Врста
- Фамилија Steropodontidae – парафилетски склоп
  - Род Steropodon}-
    - Врста 

  - Род 
    - Врста  – 123 милиона година стар, најстарији монотремини узорак
- Фамилија 
  - Род  – најстарији Ornithorhynchus узорак 9 милиона година стар
    - Врста  (кљунар) – најстарији узорак 10.000 година стар

  - Род  – обухвата миоцен (пре 5–24 милиона година; Riversleigh platypuses)
    - Врста 
    - Врста 
    - Врста  – средњи миоцен и горњи миоцен (15–5 милиона година)

  - Род 
    - Врста  – 61 милиона година стар, оригинално стављен у засебни род, сада сврста у
- Фамилија 
  - Род  – Upper Pleistocene (пре 0,1–1,8 милиона година)
    - Врста 

  - Род 
    - Врста 

  - Род 
    - Врста  – касни плеистоцен
    - Врста  – миоцен